# Mistrzostwa Polski w Skokach Narciarskich 1959
34. Mistrzostwa Polski w Skokach Narciarskich – zawody o mistrzostwo Polski w skokach narciarskich, które odbyły się 15 lutego 1959 roku na Wielkiej Krokwi w Zakopanem.
W konkursie skoków narciarskich zwyciężył Zdzisław Hryniewiecki, srebrny medal zdobył Jan Furman, a brązowy - Władysław Tajner.

## Wyniki konkursu
| Miejsce | Zawodnik                 | Klub                    | Skok 1 | Skok 2 | Punkty |
| ------- | ------------------------ | ----------------------- | ------ | ------ | ------ |
| 1.      | Zdzisław Hryniewiecki    | Włókniarz Bielsko-Biała | 81,5   | 79,5   | 223,5  |
| 2.      | Jan Furman               | WKS Zakopane            | 79,0   | 77,5   | 218,5  |
| 3.      | Władysław Tajner         | Olimpia Goleszów        | 80,0   | 76,5   | 210,5  |
| 4.      | Piotr Wala               | WKS Zakopane            | 80,0   | 77,0   | 207,0  |
| 5.      | Andrzej Gąsienica Daniel | Wisła Gwardia Zakopane  | 76,5   | 75,0   | 202,0  |
| 5.      | Stefan Przybyła          | LKS Szczyrk             | 72,5   | 72,5   | 202,0  |